# Jane Ellen Harrison
Jane Ellen Harrison, född 9 september 1850 i Cottingham, Storbritannien, död 15 april 1928 i London, var en brittisk antikkännare och lingvist, och en av pionjärerna inom det moderna studiet av grekisk mytologi.
Harrison var nära vän med författaren och översättaren Hope Mirrlees.
Den brittiska språkprofessorn Mary Beard har beskrivit Harrison som den första yrkesakademiska kvinnan i England som kunde livnära sig som forskare och föreläsare.